# Palazzo Marcosanti

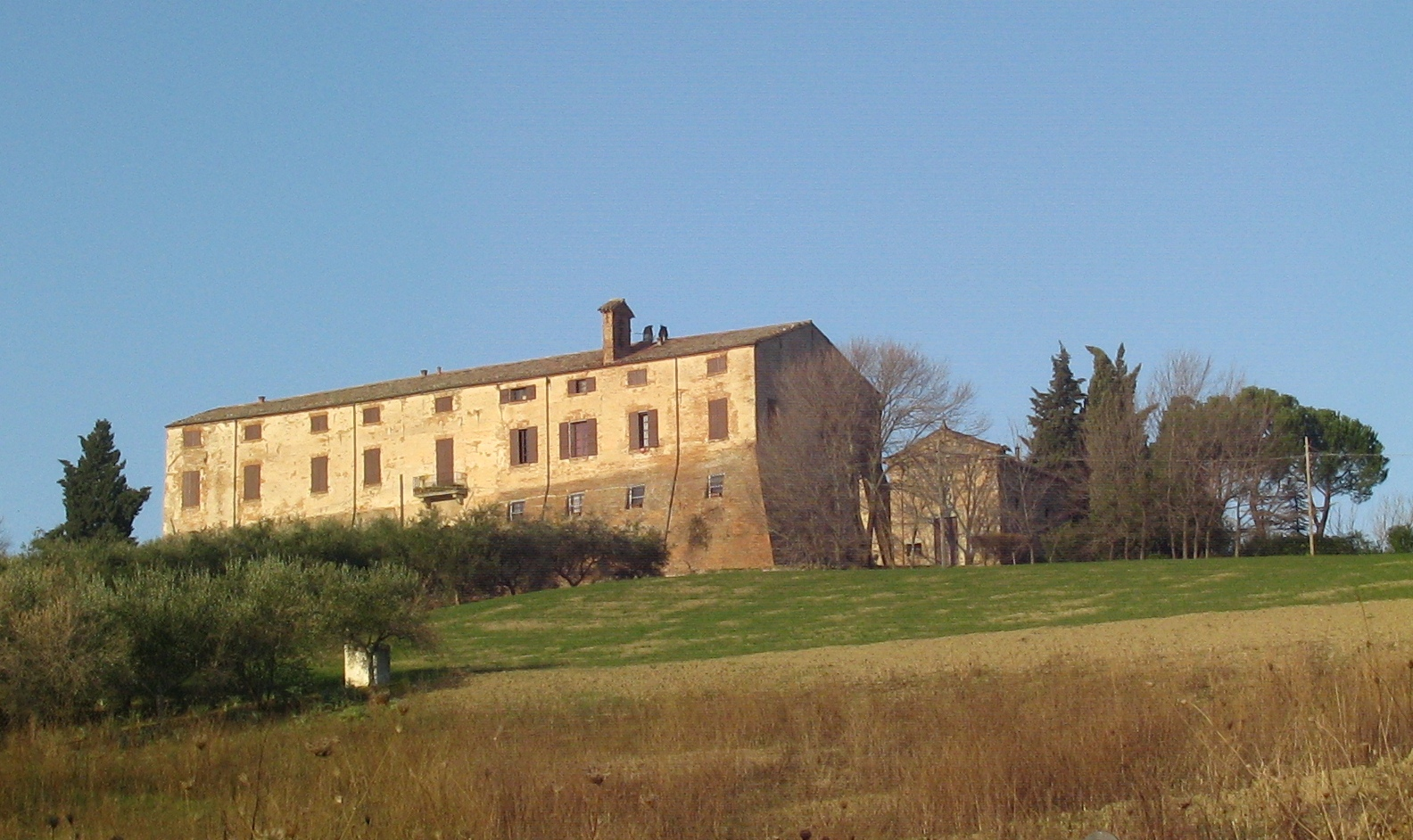
Palazzo Marcosanti in Poggio Berni

Der Palazzo Marcosanti, auch Tomba di Poggio Berni (dt.: Grab von Poggio Berni) genannt, ist ein befestigter Komplex aus dem späten 13. Jahrhundert in Sant’Andrea, einem Ortsteil von Poggio Berni in der italienischen Region Emilia-Romagna. Er liegt in der Via Ripa Bianca 441. Er gehörte zuerst den Malatestas und später dem Kirchenstaat. Traditionell heißt er „Tomba di Poggio Berni“, weil im Mittelalter der Begriff „Tomba“ ein befestigtes Gebäude bezeichnete, das allgemein auf einem Hügel oder in jedem Falle an einem zur Verteidigung geeigneten Ort errichtet wurde. Sein Ursprung durch die Malatestas ist durch einige Dokumente mit Bezug zu den Gütern der Malatestas, die aus dem 14. Jahrhundert stammen, bezeugt, sowie durch einen Fries in Terrakotta, der das für die Malatestas typische Zierschachbrett mit Verzierungen durch einen Spitzbogen darstellt, der zum Innenhof führt.

## Geschichte
Das Gebäude wechselte mehrmals den Besitzer zwischen den vielen, historischen Familien. Seit den Malatestas spielte die Festung eine bedeutende Rolle in der Politik der Familienallianzen, wobei es oft persönliches Gut war, das als Mitgift der Töchter des Herrn diente, dem es gehörte.
1418 zählte das Tomba di Poggio Berni zu den Gütern, die als Mitgift von Laura, genannt Parisina, der Tochter von Andrea Malatesta, dem Herrn von Cesena, aufgeführt war; sie heiratete den Markgrafen Niccolò III. d’Este. Parisina wurde 1425 getötet, da sie verdächtigt wurde, in einem Liebesverhältnis zum gleichaltrigen Ugo, dem unehelichen Sohn ihres Gatten, gestanden zu haben. Zwei Jahre später fiel das Gut als mitgiftliche Apanage von Margherita d’Este (1411–1476), der Tochter Niccolòs III. und Gemahlin von Roberto Galeotto Malatesta, an die Malatestas. Nach zeitweisem Besitz durch Violante da Montefeltro, der Witwe des Herrn von Cesena, Novello Malatesta, kaufte der Kardinal Stefano Nardini das Tumba Podii Ibernorum, der es 1473 seinem Neffen, dem Graf Cristoforo Nardini aus Forlì schenkte, der Contessina Malatesta, die uneheliche Tochter von Sigismondo Malatesta, geheiratet hatte.
In den folgenden drei Jahrhunderten kam das Papsttum mehrere Male in Besitz des Burg, indem es den Nardinis und dem Haus Montefeltro nachfolgte. Cristoforo Nardini, der in der Schlacht bei Colle di Val d’Elsa 1479 fiel, folgte sein unehelicher Sohn Pietro nach, der sich mit allerlei Bosheit befleckte, sodass nicht einmal sein Tod ausreichte, um den Zorn von Papst Innozenz VIII. zu besänftigen, der mit einer päpstlichen Bulle vom 12. Dezember 1489 verfügte, dass alle Mitglieder seiner Familie lebenslang eingesperrt würden. Nach drei Jahren, am 23. Mai 1492, wurde die Trennung der Nardinis mit einer Schenkung fast aller ihrer Güter an die Apostolische Kammer aufgehoben; darunter stach das Fortilitum und das weitläufige Landgut von Poggio Berni mit allen Rechten der Rechtsprechung, die dieser Besitzung bereits durch päpstliche und kaiserliche Privilegien gewährt worden waren, hervor.
Am 16. Juli 1492 gab Papst Innozenz VIII. die Festung von Poggio Berni an Giovanni della Rovere d’Aragona, den Vater von Francesco Maria I. della Rovere, dem späteren Herzog von Urbino, ab. Im September 1493 fiel das Gut an die Dorias, die es sechs Monate später an Guidobaldo I., den letzten Herzog von Urbino aus dem Hause Montefeltro und Gatten von Elisabetta Gonzaga, abgaben. 1557 gab Guidobaldo II., Herzog von Urbino, Festung und Landgut an den Grafen Orazio I. di Carpegna ab. Nicht einmal ein Jahr später, am 28. September 1558, gab dieser es dem Kardinal von Urbino, Giulio della Rovere, weiter, der es vorübergehend schaffte, es in das Familienvermögen zurückzubringen.
Die Burg von Poggio Berni mit ihrem Landgut behielt die Konnotation eines persönlichen Gutes, die mit dem Vorrecht der Mitgift verbunden war, auch in einem feierlichen, öffentlichen Vertrag bei, der nach langen Verhandlungen zwischen der römischen Kurie, dem Herzog von Urbino Francesco Maria II. della Rovere und dem Großherzogtum Toskana geschlossen wurde. In dieser bedeutenden Übereinkunft, die am 30. April 1624 festgelegt wurde, sind die Erbgüter und das Vermächtnis des letzten Herzogs von Urbino der Enkelin Vittoria della Rovere zugesprochen, die noch als Kind mit Ferdinando II. de’ Medici, dem Sohn des Großherzogs der Toskana, verheiratet wurde. Die Burg und das Landgut sind gesondert als Teil der Mitgift von Vittoria und blieben gerade wegen ihres Prestiges trotz ihrer Entfernung von den anderen Domänen des Großherzogtums in der Romagna bei den De’ Medicis.
1738, als die Dynastie der De’ Medicis ausstarb, fiel ihr gesamter Besitz an das Haus Habsburg-Lothringen, das ihn aber aufgab, als sie zu Kaisern Österreichs aufstiegen: 1763 gab Franz I., der Gatte der Kaiserin Maria Theresia, die Güter zugunsten der apostolischen Kammer auf. 1778, fünfzehn Jahre später, fielen die Güter an die Familie der Fürsten Albani, wo sie ein weiteres Jahrhundert blieben. Infolge dieses Eigentümerwechsels erhielt das Gebäude den Namen „Palazzo Albani“.
Am 3. Oktober 1889 veräußerte Cesare Albani aus Mailand den Palast und das zugehörige Landgut an den Rechtsanwalt Paolo Marcosanti. Das alte Landgut verfiel nach und nach. Im Zweiten Weltkrieg erlitt das Gebäude gewaltige Schäden und unmittelbar nach dem Krieg verkauften die Marcosantis den Palast und das verfallene Landgut. 1974 initiierte der heutige Besitzer die Rettung und wissenschaftliche Restaurierung des Palastes, soweit möglich.